# Phumzile Mlambo-Ngcuka
Phumzile Mlambo-Ngcuka, född 3 november 1955 i Clermont nära Durban, är en sydafrikansk politiker och FN-tjänsteman.
Mellan 2013 och 2021 var Phumzile Mlambo-Ngcuka FN:s biträdande generalsekreterare och verkställande chef för UN Women. Mellan 2005 och 2008 var hon Sydafrikas vicepresident och mellan 1999 och 2005 var hon landets minister för gruvor och energi. Hon var den första kvinnan att inneha positionen som vicepresident och därmed den då högst rankade kvinnan i Sydafrikas historia. Mlambo-Ngcuka hör till det socialdemokratiska partiet African National Congress.
Mlambo-Ngcuka avlade en kandidatexamen i samhällsvetenskap och utbildning vid National University of Lesotho 1980, samt en masterexamen i filosofi vid University of Cape Town 2003. År 2013 avlade hon en doktorsexamen inom utbildning och teknologi vid University of Warwick i Storbritannien.